# خوسيه سيد
خوسيه سيد (بالبرتغالية: José Cid‏) هو كاتب أغاني ومغني برتغالي، ولد في 4 فبراير 1942 في Chamusca ‏ في البرتغال.

## وصلات خارجية
- الموقع الرسمي
- خوسيه سيد على موقع IMDb (الإنجليزية)
- خوسيه سيد على موقع ميوزك برينز (الإنجليزية)
- خوسيه سيد على موقع ديسكوغز (الإنجليزية)
- خوسيه سيد على موقع قاعدة بيانات الفيلم (الإنجليزية)